# Zulema Robles
Zulema Robles ( Pergamino, provincia de Buenos Aires,  Argentina, 4 de marzo de 1943 ) cuyo nombre real es Norma Zulma Maldonado, es una cancionista dedicada al género del tango.

## Actividad profesional
Dedicada al canto, en 1969 fue una de las finalistas del concurso organizado por el programa televisivo Grandes valores del tango y al año siguiente lo fue en el concurso Gardel de Oro realizado en la ciudad cordobesa de La Falda. Actuó profesionalmente en las ediciones 7° y 8° del Festival de Tango de La Falda junto a figuras del nivel de Alberto Marino y Miguel Montero.
Por intermedio de la cantante litoraleña Ramona Galarza fue presentada a Florindo Sassone y con su orquesta grabó el tango Madreselva el 28 de abril de 1970.
En 1974 grabó la banda de sonido de la película Papá Corazón se quiere casar. Posteriormente ingresó a la orquesta del bandoneonista Francisco Grillo, con la que en 1978 grabó el tango Tuya y más adelante la del también bandoneonista Eduardo Cortti.
Durante la década de 1970 actuó en el programa televisivo Grandes valores del tango que se transmitía por canal 9, Tango del millón y Tango club en canal 11 y en Matiné de Canal 7. En Radio Belgrano actuó en el programa que tenían Roberto Escalada y Héctor Gagliardi y en otras radioemisoras como Radio Argentina, Porteña, El Mundo y Ciudad. Hizo presentaciones en locales de tango como El Viejo Almacén, Caño 14, Patio de Tango, Rincón de los Artistas, Vos Tango, El Boliche de Rotundo, entre otros.